# Coelorinchus semaphoreus
Coelorinchus semaphoreus es una especie de pez de la familia Macrouridae en el orden de los Gadiformes.

## Morfología
• Los machos pueden llegar alcanzar los 34 cm de longitud total.

## Hábitat
Es un pez de aguas profundas que vive entre 420-445 m de profundidad.

## Distribución geográfica
Se encuentran en Nueva Caledonia y Australia (Queensland ).